# Bruntinge
Bruntinge (52° 49′ N, 6° 35′ L) é uma cidade dos Países Baixos, na província de Drente. Bruntinge pertence ao município de Midden-Drente, e está situada a 13 km, a nordeste de Hoogeveen.